# Edmund De Wind
Edmund DeWind (Comber, 11 dicembre 1883 – Grugies, 21 marzo 1918) è stato un militare britannico, che durante la prima guerra mondiale fu decorato con la Victoria Cross alla memoria.

## Biografia

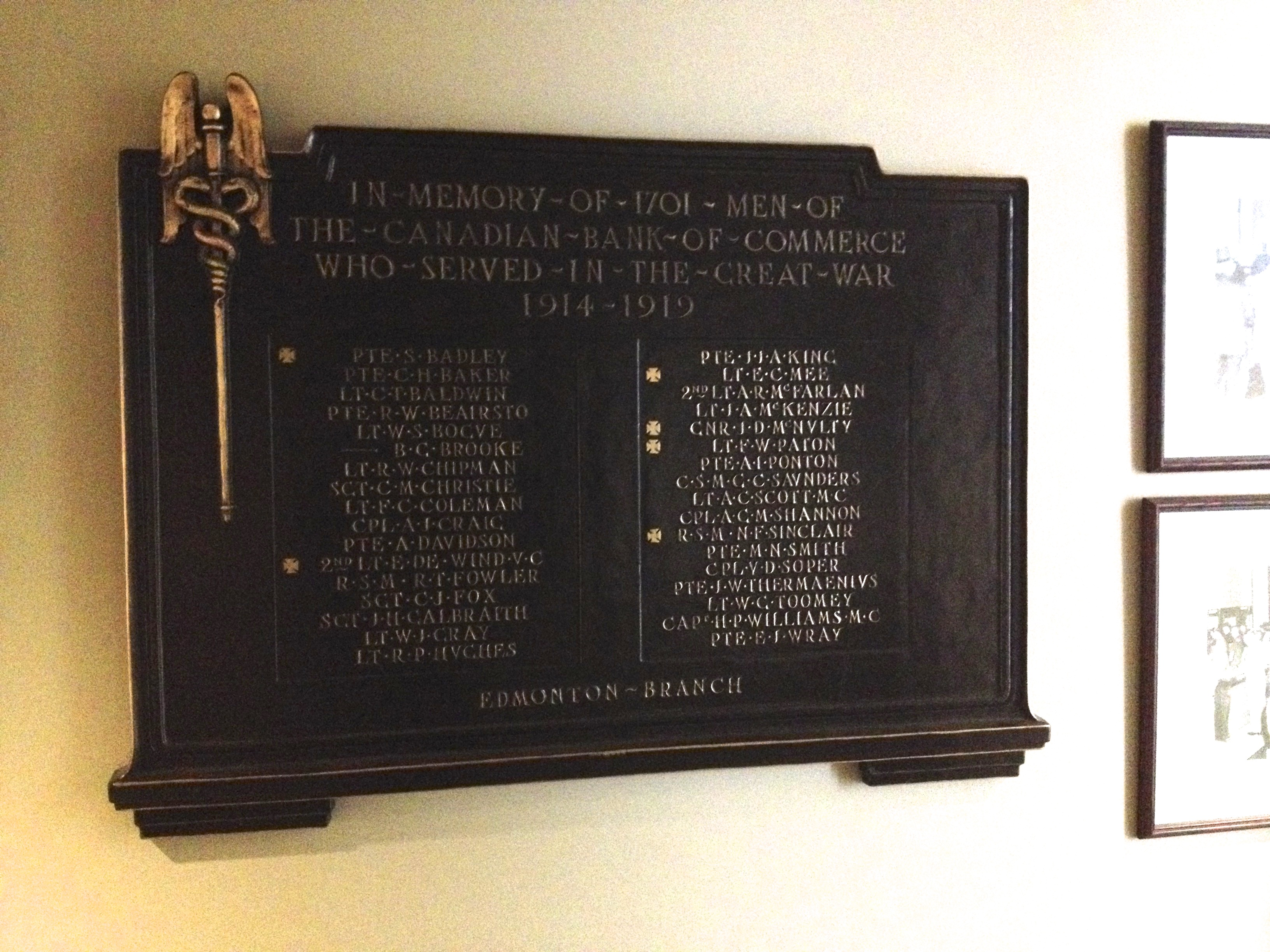
Targa in onore dei dipendenti CIBC della filiale di Edmonton che combatterono nella Grande Guerra. Si trova presso la filiale principale della banca a Edmonton in Jasper Avenue. Edmund De Wind ha lavorato in questo ramo prima di unirsi al Corpo canadese e il suo nome è sulla targa..

Nacque il 5 ottobre 1890 a Comber, Contea di Down (Irlanda), figlio di Arthur H., ingegnere civile, e Margaret Jane Stone.  Frequentò il Campbell College prima di lavorare per la Bank of Ireland, filiale di Cloves, e successivamente emigrò in Canada. Stava lavorando per la Canadian Bank of Commerce a Edmonton quando, dopo lo scoppio della prima guerra mondiale, si arruolò nel Queen's Own Rifles of Canada, prestandovi servizio per alcuni mesi, e il 16 novembre fu assegnato al 31st Battallion, Alberta Regiment, della Canadian Expeditionary Force (CEF). Arrivò in Francia con la 2ª Divisione del CEF nel settembre 1915, e combatté Saint Eloi, Ypres e nella Somme (1916) e a Vimy Ridge (1917). Fu congedato come soldato semplice il 23 settembre 1917, e dopo l'addestramento come cadetto ufficiale del British Army in Inghilterra,  fu assegnato ai Royal Irish Rifles il 26 settembre.
Prestava servizio nel 15º Battaglione dei Royal Irish Rifles schierato in un'area a sud-ovest di Saint-Quentin quando i tedeschi lanciarono l'operazione Michael, il primo e principale attacco della loro offensiva della primavera del 1918. Rimase ucciso in azione a Grugies, in Piccardia, all'età di 34 anni. Gli fu assegnata postuma la Victoria Cross per le sue azioni il 21 marzo 1918, e la sua citazione fu stampata nel quarto supplemento alla London Gazette datato 15 maggio 1919.
Il suo corpo non fu mai recuperato ed è ricordato nel Memoriale di Pozières sulla Somme. Re Giorgio V consegnò l'onorificenza alla madre di Edmund in una apposita cerimonia tenutasi a Buckingham Palace il 21 giugno 1919. Il suo nome può essere visto ai piedi di un pilastro nella parte anteriore occidentale della cattedrale di Sant'Anna a Belfast, una dedica di sua madre, e il Monte de Wind nella provincia canadese dell'Alberta è stato chiamato così in onore del suo valore e del suo supremo sacrificio. C'è anche una pietra commemorativa della VC montata su un piedistallo nella sua città natale, Comber, che è stata dedicata il 21 marzo 2018, in occasione del centenario della sua morto in combattimento.

### Annotazioni
1. ↑  Suo padre, Arthur, era morto nel 1917.

### Fonti
1. ↑  VC & GC Association.
2. 1 2 3 4 5 6 7 8 9 10  Victoria Cross Online.
3. 1 2 3 4 5 6 7 8 9  Royal Irish.
4. ↑  (EN) The London Gazette (PDF), n. 31340, 13 May 1919.